# Gödel, Escher, Bach
Gödel, Escher, Bach: ett evigt gyllene band är en bok av Douglas Hofstadter utgiven 1979. Författaren själv beskriver sin bok i en sats som "en metaforisk fuga om medvetanden och maskiner i Lewis Carrolls anda". Det antyder att handlingen rör sig på flera plan och har flera "stämmor" som behandlar ett centralt tema. Det centrala temat är maskiner och medvetanden och frågan om vad "medvetande" är, vad "mening" är och om maskiner kan ha medvetande. Lewis Carrolls anda kanske syftar på att en återkommande och central del av boken är dialoger mellan Sköldpaddan, Akilles, Krabban och Myrsloken.
De tre namnen "Gödel, Escher, Bach" syftar på matematikern Kurt Gödel, konstnären M.C. Escher och kompositören J.S. Bach. Av dessa spelar Gödel förstafiolen, och en ansenlig och återkommande del av GEB ägnas åt att förklara Gödels teorem, som säger ungefär att alla formella system som är tillräckligt kraftfulla också är ofullständiga, och speciellt att matematiken innehåller påståenden som är "sanna" men som man inte kan bevisa att de är sanna. Det märkvärdiga med detta är att ett helt stelt och mekaniskt system kan ge upphov till komplexitet av hög nivå med inslag av referens till sig själv. Gödels teorem utgår ifrån (detta demonstreras utförligt i GEB) att det går att konstruera satser som säger ungefär "Detta påstående är falskt", d.v.s. satser som gör anspråk på att säga något om sig själva på ett högre plan—som därigenom i någon mening är medvetna om sig själva.
Eschers bildmotiv används genomgående för att illustrera de begrepp som diskuteras. Escher är kanske mest känd för sina "omöjliga figurer", där vatten förefaller rinna uppåt fast det rinner i en cirkel, och trappor samtidigt går både upp och ned. 
Han gjorde emellertid mycket annan konst också, bland annat massor av mönster av figurer som helt fyller en yta (tesselation), och bilder vars innebörd växlar beroende på hur de betraktas. En del av bilderna illustrerar matematiska begrepp. Boken antyder ett samband mellan Escher och matematikern Roger Penrose, som populariserade Den omöjliga triangeln (skapad av Oscar Reutersvärd) den omöjliga figur som ligger bakom en del av Eschers motiv.
Bach får vara med för att han var en mästerlig kompositör av invecklad musik som också den fortgår på flera nivåer. Inte nog med att styckena själva ofta har många stämmor som behandlar ett musikaliskt tema: flera stycken som tillsammans utgör en komposition (till exempel Das Wohltemperierte Klavier) har sinsemellan ytterligare samband. Bachs musik används bland annat som kontrast mot John Cages experimentella och atonala ljudkompositioner, för att diskutera begreppet mening. I ett tankeexperiment skickar Hofstadter ut en grammofonskiva med musik av Bach och en med musik av Cage i rymden och tänker sig att de fångas upp av en främmande intelligens. Vilken skiva kommer att förmedla mest mening?
Sammantaget handlar det alltså om vad medvetande är och hur det kan uppstå ur "formella system" som till exempel vår egen hjärna, eller i förlängningen vårt DNA. Det är svåra frågor som behandlas, men en hängiven läsare som verkligen försöker följa resonemangen och göra "övningsuppgifterna" i texten belönas med glimtar av insikt i de svindlande tankar som verkar röra sig i författarens hjärna.  Här ett par citat som illustrerar hur han använder textens form för att illustrera innehållet i texten (jmf. Gödels teorem!):
Här visas tolkningen av ovanstående haikudialog. (Sidan 165 i den svenska upplagan.)
| ” | Sköldpaddan: Men en dikt som har bara sjutton stavelser blir väl meningslös? Akilles: Meningen ligger mer i läsarens huvud än i haikun själv. | „ |

(Sköldpaddan och Achilles diskuterar diktformen haiku, s. 165 i den svenska översättningen. Notera att replikerna är haiku.) 
| ” | The proverbial German phenomenon of the "verb-at-the-end", about which droll tales of absentminded professors who would begin a sentence, ramble on for an entire lecture, and then finish up by rattling off a string of verbs by which their audience, for whom the stack had long since lost its coherence, would be totally nonplussed, are told, is an excellent example of linguistic pushing and popping. The confusion among the audience that out-of-order popping from the stack onto which the professor's verbs had been pushed, is amusing to imagine, could engender. | „ |

(I diskussionen om rekursivitet i språket, s. 130 i den engelska originaltexten.) 

## Översättningar
Översättningen till svenska, som kom ut 1985, har gjorts av Jan Wahlén. Hofstadter prisar honom: "The prose flows beautifully, the humor is preserved, and the rather eccentric characters of Achilles, the Tortoise, and their friends have been, if anything, enhanced in the translating process."